# Villa Liebermann
La Villa Liebermann (in tedesco: Liebermann-Villa) è una storica residenza di Berlino in Germania.

## Storia
Il pittore Max Liebermann, cofondatore del movimento della Secessione berlinese e successivamente presidente dell'Accademia delle arti di Prussia, acquistò nel 1909 dei terreni con accesso diretto al lago di Wansee per erigervi una residenza di villeggiatura estiva per fuggire dal caos cittadino di Berlino. La villa, progettata dall'architetto Paul Otto Baumgarten, venne completata nell'aprile 1910.

## Descrizione
La proprietà include un elegante e ricco giardino.

## Galleria d'immagini

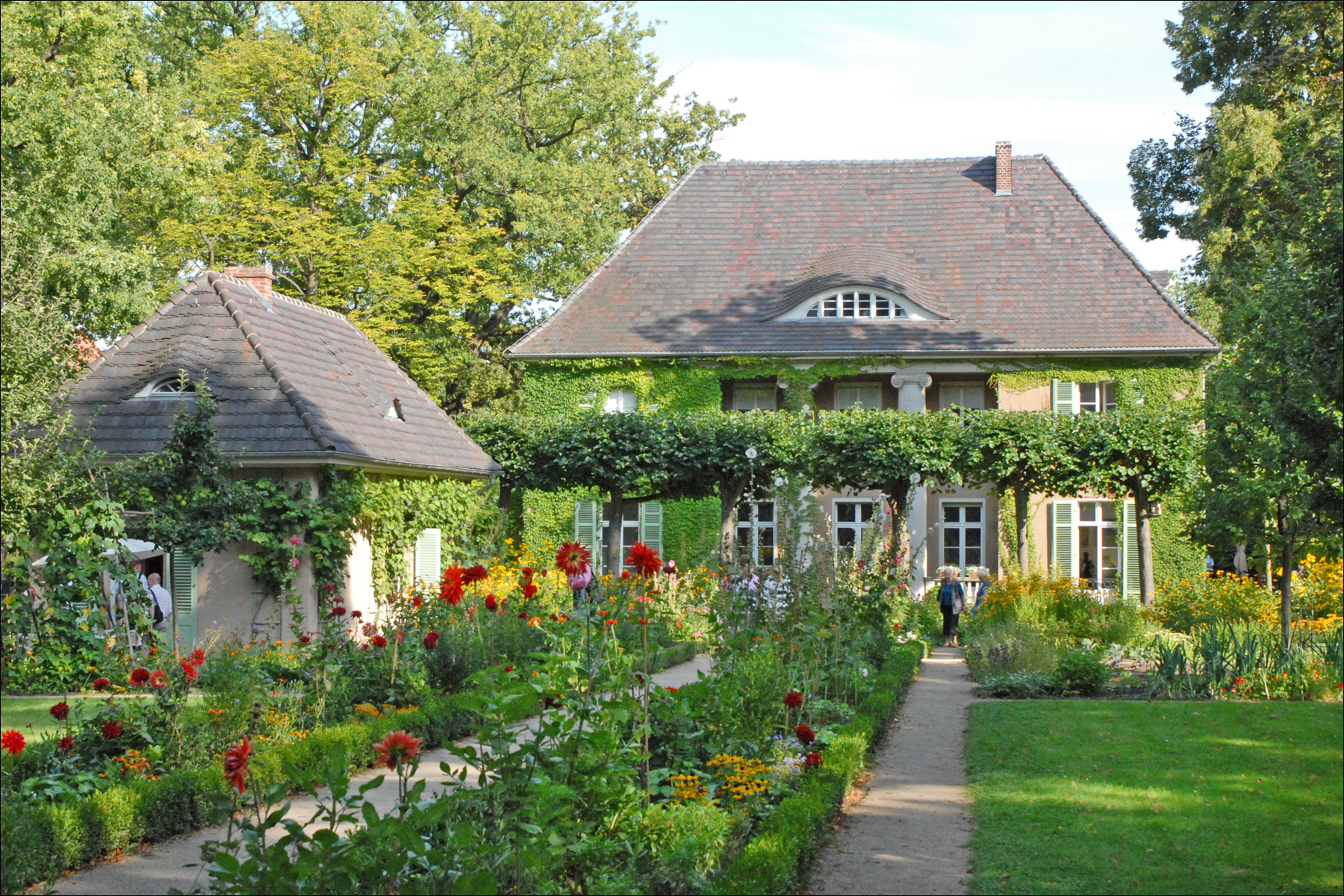
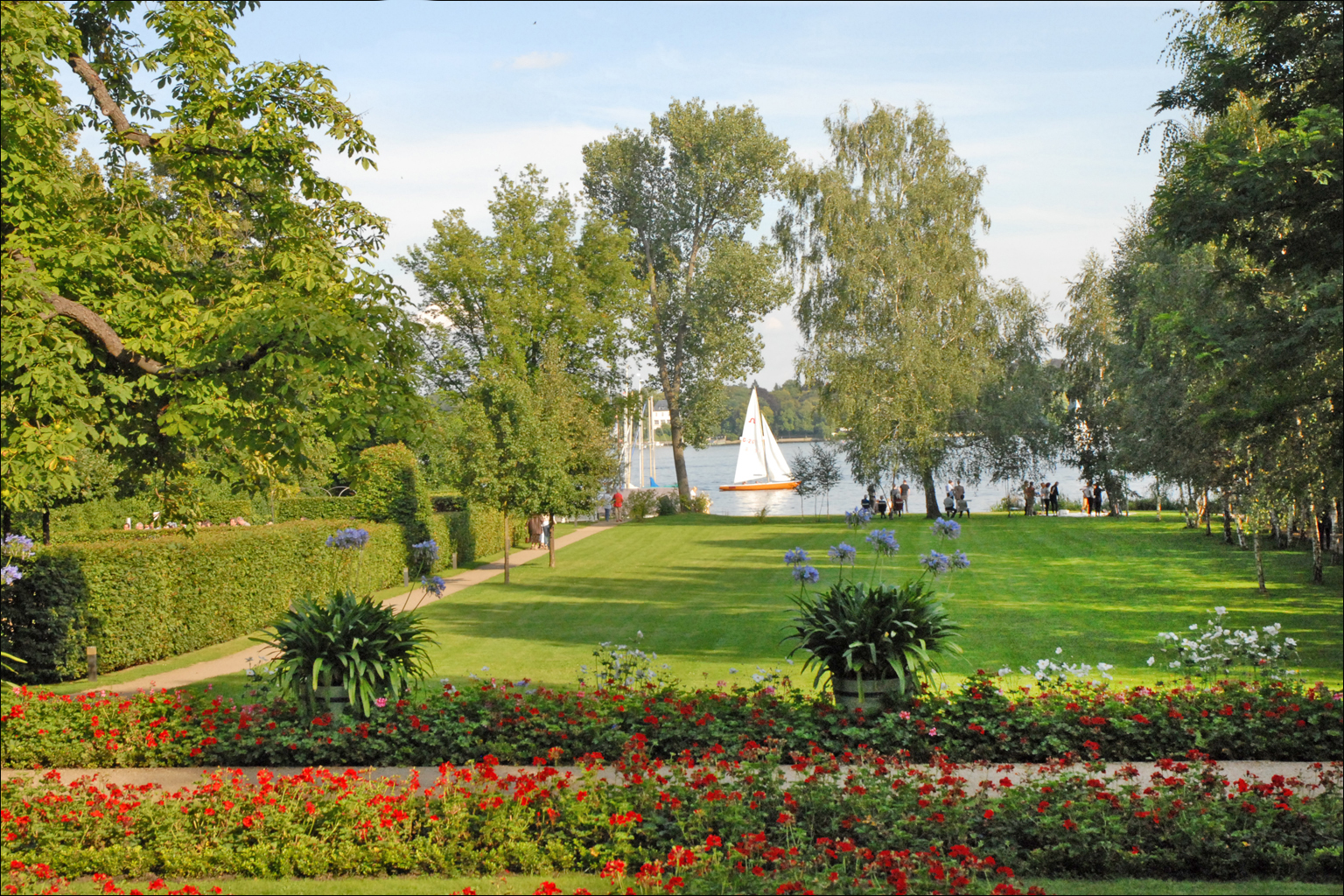
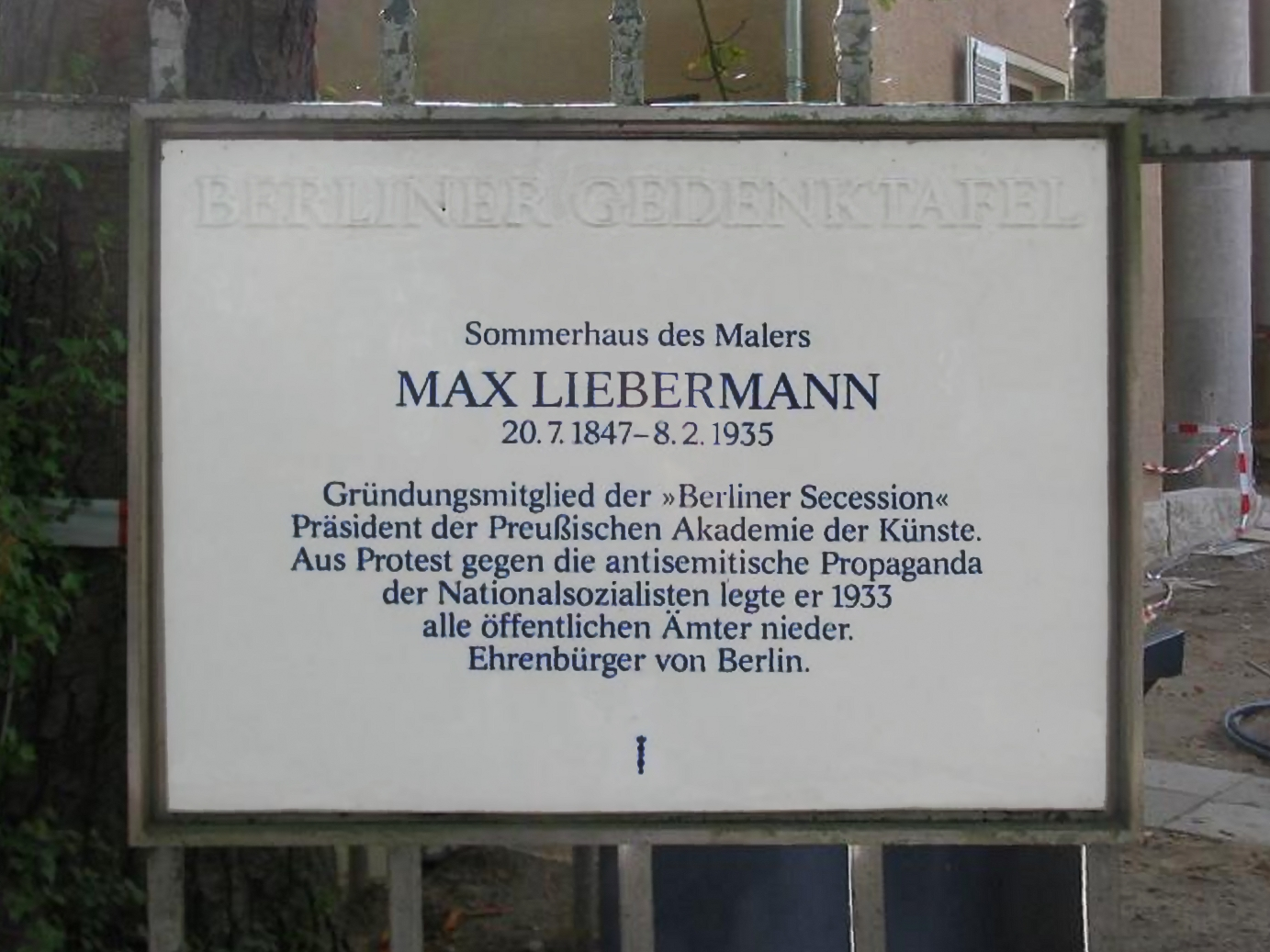